# CBC News
CBC News est le service d'information de langue anglaise de la Canadian Broadcasting Corporation, plus grand diffuseur au Canada. 
CBC News est chargé de la collecte des nouvelles et de la production d'émissions d'information sur CBC Television et ses services radio et Internet. Les émissions de CBC News sont diffusées à l'antenne du réseau de la Canadian Broadcasting Corporation, constitué de nombreuses chaînes et stations locales, régionales et nationales.